# Aszelina von Boulancourt
Aszelina von Boulancourt (* wahrscheinlich 1140 in Nordfrankreich; † 18. Mai 1195) war Nonne des Zisterzienserordens. Laut einigen Quellen war sie über ihre Mutter, Emelina Longville, mit Bernhard von Clairvaux verwandt.
Aszelina trat als fünfjähriges Kind zusammen mit ihrer Mutter in das Nonnenkloster Boulancourt (Abbaye du Lieu-des-Dames de Boulancourt) in Longeville-sur-la-Laines in Frankreich ein und wurde später dessen Priorin. Als sich das Männerkloster der Augustiner in Longeville-sur-la-Laines dem Zisterzienserorden anschloss, wollte Aszelina auch für ihr Kloster den Übertritt. Da sie dies zunächst nicht erreichen konnte, verließ sie ihr Professkloster und lebte einige Zeit in Poulangy. Erst nach gelungener Reform (um 1148) kehrte sie in ihr Kloster zurück und wurde Sakristanin. Sie gilt als eine der ersten zisterziensischen Mystikerinnen.
Die Wunder an ihrem Grab setzten bald ein, Aszelinas Kult wurde im 17. Jh. anerkannt und als Gedenktag zugelassen. Edmond Martène notierte in seinem Voyage littéraire, dass ihr Grab als Altar verwendet wurde, an dem pilgernde Priester die Messe feierten. Eine von Goswin von Clairvaux verfasste Vita ist verschollen. Chrysostomus Henriquez verfasste eine beinahe 40 Seiten lange Vita für sie in seinen Lilia Cistercii (Douai 1633).
In der römisch-katholischen Kirche wird sie als Heilige verehrt. Ihr Gedenktag ist der 23. August.